# Sally Solis
Sally Solis (7 de noviembre de 1976) es una deportista filipina que compitió en taekwondo. Ganó una medalla de bronce en los Juegos Asiáticos de 2002, y una medalla de bronce en el Campeonato Asiático de Taekwondo de 2000.

## Palmarés internacional
| Juegos Asiáticos    | Juegos Asiáticos      | Juegos Asiáticos  | Juegos Asiáticos |
| Año                 | Lugar                 | Medalla           | Categoría        |
| ------------------- | --------------------- | ----------------- | ---------------- |
| 2002                | Busan (Corea del Sur) | Medalla de bronce | –72 kg           |
| Campeonato Asiático |                       |                   |                  |
| Año                 | Lugar                 | Medalla           | Categoría        |
| 2000                | Hong Kong (China)     | Medalla de bronce | +72 kg           |